# Сияк, Николай Михайлович
Николай Михайлович Сияк (укр. Микола Михайлович Сіяк; 1872, Зушицы, Австро-Венгрия — 3 сентября 1937, Сандармох, Карельская АССР, СССР) — украинский военный деятель, офицер армии Австро-Венгрии, УНР и УГА, позднее преподаватель Института коммунистического просвещения.

## Биография
По происхождению украинец. Служил в армиях Австро-Венгрии, Украинской Народной Республики, а также в Украинской Галицкой Армии. Участвовал в Гражданской войне в России. Член КП(б)У. Работал в Институте коммунистического просвещения преподавателем немецкого языка и занимал должность доцента. Проживал в Харькове.
В 1932 году был арестован по обвинению в сотрудничестве с Украинской войсковой организацией. Судебной тройкой при Коллегии ГПУ УССР 23 сентября 1933 осуждён по статье 54, пункту 11 УК УССР за антисоветскую деятельность и приговорён к 10 годам лишения свободы. Отбывал наказание в Соловках.
Особой тройкой УНКВД ЛО 9 октября 1937 был приговорён к расстрелу. Приговор приведён в исполнение 3 ноября 1937 в Сандармохе (Медвежьегорский район, Карельская АССР).
Братья: Иван (преподаватель, также репрессирован и расстрелян в Сандармохе в 1937 году) и Остап (финансист, в 1940 году арестован и расстрелян за поддержку ОУН).